# Xenylla humicola
Xenylla humicola is een springstaartensoort uit de familie van de Hypogastruridae. De wetenschappelijke naam van de soort is voor het eerst geldig gepubliceerd in 1780 door Fabricius.